# ماشككار جلالة (سادات محمودي)
ماشككار جلالة (بالفارسية: ماشک‌کار جلاله) هي قرية تقع في إيران في قسم سادات محمودي الريفي. يقدر عدد سكانها بـ 29 نسمة .